# Una donna si ribella
Una donna si ribella (A Woman Rebels) è un film del 1936 diretto da Mark Sandrich.

## Trama
Pamela è una giovane che vive in età vittoriana. Lei e sua sorella Flora ricevono un'educazione severa, succubi della figura paterna. Quando rimane incinta di Gerald Waring, un giovane che però non può sposarla, va a visitare la sorella andata a vivere in Italia con il marito. Dopo la morte accidentale di entrambi Pamela crescerà sua figlia facendola passare per sua nipote. Cercherà lavoro e, dopo varie difficoltà, inizierà a scrivere in una rivista femminile. Diventerà quindi una paladina dei diritti per le donne lavorando come giornalista, rifiutando la mano dell'ambasciatore Thomas. Si ritroverà però a fare i conti con il proprio passato, una volta cresciuta sua figlia.

## Produzione
Il film fu prodotto dalla RKO Radio Pictures (A Pandro S. Berman Production) con il titolo di lavorazione Portrait of a Rebel. Le riprese durarono dal 30 giugno al 27 agosto 1936.
La sceneggiatura si basa sul romanzo Portrait of a Rebel di Netta Syrett pubblicato a New York nel 1930.
Il ruolo della Hepburn in questo film è considerato come anticipatore di tanti altri suoi personaggi "proto femministi" degli anni trenta.

## Distribuzione
Il copyright del film, richiesto dalla RKO Radio Pictures, Inc., fu registrato il 29 ottobre 1936 con il numero LP6726
La RKO Radio Pictures fece uscire il film nelle sale cinematografiche USA il 6 novembre dopo averlo presentato a New York il 29 ottobre 1936. In Finlandia, venne distribuito il 22 agosto 1937; in Portogallo, il 18 aprile 1938. Il 26 dicembre dello stesso anno, uscì anche in Danimarca. 
In Germania Ovest, fu trasmesso per la prima volta in televisione l'11 ottobre 1986.
Nonostante l'accuratezza produttiva fu un fiasco per la RKO e fu il terzo di fila per la Hepburn che si guadagnò la fama di essere "veleno al botteghino".